# Измекяр
Измекяр или измекярин (от арабски език през турското hizmetkâr) е остаряла дума от турски произход, която означава слуга, ратай, наемник. Произлиза от hizmet = „служба“ + персийската наставка kar. Обикновено измекярите са пълни сираци, слугуващи срещу подслон и прехрана, до пълнолетие.
Синонимно се използва в много езици, включително и в българския, думата лакей.
Лакей (от арабски: لقى — срещам, посрещащ, портиер; или от френски: laquais — войник, слуга, прислуга) — слуга в господарски дом, гостоприемна, гостилница или в друго обществено заведение.

## Съвременна употреба
Съвременната употреба на думата е с негативен оттенък. Смисълът е подобен на марионетка, но е с още по-силен негативизъм. Марионетката е без собствена воля, управлява се от друг, докато измекяринът има собствена воля, но я е продал доброволно, продал се е за пари или други облаги – подразбира се, че се е продал да върши мръсната работа на чорбаджията, който му плаща.
Измекяр е с турски произход, което я натоварва с допълнителен негативизъм в сравнение с лакей.